# Roque Bentayga
Roque Bentayga è una delle più singolari formazioni rocciose dell'isola di Gran Canaria che si trova all'interno della caldera vulcanica di Tejeda nel comune che porta lo stesso nome.
Il Roque Bentayga è alto 1.414 metri e vicino alla rocca si trovano gli antichi insediamenti aborigeni di Cuevas del Rey e Roque Camello, costituiti da un centinaio di camere con grotte, sepolture, silos, ecc. 
Sul lato orientale della base del Roque si trova invece l'almogarén di Bentayga, una costruzione che probabilmente fungeva da luogo di culto per gli aborigeni, anche se altre fonti propongono che avesse funzioni di bastione difensivo. 
Recentemente si sono rinvenuti diverse incisioni rupestri in un alfabeto libico-berbero, anche se vi sono dei dubbi sulla loro autenticità.